# Scinax cardosoi
Espèce
Synonymes
- Ololygon cardosoi Carvalho e Silva & Peixoto, 1991

Statut de conservation UICN

 LC  : Préoccupation mineure
Scinax cardosoi est une espèce d'amphibiens de la famille des Hylidae.

## Répartition
Cette espèce est endémique du Brésil. Elle se rencontre dans l'État de Rio de Janeiro, dans le Minas Gerais et dans le centre-Sud de l'État d'Espírito Santo.

## Étymologie
Cette espèce est nommée en l'honneur d'Adão José Cardoso.

## Publication originale
- Carvalho e Silva & Peixoto, 1991 : Duas novas espécies de Ololygon para os Estados do Rio de Janeiro e Espírito Santo (Amphibia, Anura, Hylidae). Revista Brasileira de Biologia, vol. 51, no 1, p. 263-270.